# بريوسون
بريوسون، (بالإنجليزية: Brusson)‏، (الإيطالية:Valdôtain)، هي بلدة و(بلدية) في فال ديياس، وهو وادي صغير ثانوي في منطقة وادي أوستا في إيطاليا.

## السكان
في سنة 1861 بلغ عدد السكان 1٬768 نسمة، وتطور العدد ليصل في سنة 2011 لـ 852 نسمة.
يظهر هذا المخطط البياني تطور النمو السكاني لـ بريوسون